# Edolisoma dispar
Edolisoma dispar là một loài chim trong họ Campephagidae.